# 鄂托克鳥屬
鄂托克鳥屬（意為「鄂托克的鳥」）是一種原始的中型鳥類，可能屬於反鳥類，生存於白堊紀前期的東亞。模式種是成吉思汗鄂托克鳥（O. genghisi），已知的唯一化石是正模標本（編號 IVPP V9607），為不甚完整的個體，大致包含胸帶、肱骨、前肢及兩枚不完整的羽毛 
，由中國古生物學家趙喜進等人於1990年發現於中國內蒙古鄂托克旗西南部的查布蘇木（苦水河沿岸），出土自早白堊世的伊金霍洛组中上部地層，年代約介於豪特里維階至阿普第階之間。